# Felicidad (album)
Felicidad è un album di Al Bano e Romina Power, versione in spagnolo dell'album Felicità, pubblicato nei paesi di lingua spagnola nel 1982.

## Tracce
1. Felicidad (Cristiano Minellono, Dario Farina, Gino De Stefani, adapt. Luis Gómez Escolar, Romina Power)
2. Nuestra primera noche (Albano Carrisi, Romina Power)
3. Canto de libertad (Albano Carrisi, Romina Power)
4. Il ballo del qua qua (Lorenzo Raggi, Romina Power, Terry Rendall, Werner Thomas)
5. Arrivederci en Bahia (Cristiano Minellono, Dario Farina, adapt. María Gimeno)
6. Aire puro (Albano Carrisi, Romina Power, adapt. Romina Power)
7. Oye Jesús (Albano Carrisi, Romina Power, adapt. María Gimeno)
8. Vivirlo otra vez (Albano Carrisi, Romina Power)
9. Angeles (Cristiano Minellono, Dario Farina)

## Formazione
- Al Bano - voce, cori
- Romina Power - voce
- Gunther Gebauer - basso
- Mats Bjorklund - chitarra
- Curt Cress - batteria
- Geoff Bastow - synth
- Eloisa Francia - cori
- Paola Orlandi - cori
- Silvia Annichiarico - cori
- Mario Balducci - cori
- Lalla Francia - cori
- Moreno Ferrara - cori
- Silvio Pozzoli - cori